# Plagiolepis pygmaea
Plagiolepis pygmaea é uma espécie de formiga do gênero Plagiolepis, pertencente à subfamília Formicinae.
Abundante na Europa e no Sul da África, a espécie foi descoberta em 1798. É uma das espécies de Formiga que pratica a Polinização (Mirmecofilia)